# Пуллі (Риуге)
Пуллі (ест. Pulli) — село в Естонії, входить до складу волості Риуге, повіту Вирумаа.